# Orsomarso
Orsomarso est une commune de la province de Cosenza, dans la région de Calabre, en Italie.

## Administration
| Période                                  | Période  | Identité        | Étiquette | Qualité |
| ---------------------------------------- | -------- | --------------- | --------- | ------- |
| 14 juin 2004                             | En cours | Angelo Paravati |           |         |
| Les données manquantes sont à compléter. |          |                 |           |         |

### Hameaux
Bonicose, Buonangelo, Castiglione, Marina di Orsomarso, Molina, Scorpari, Vallementa

### Communes limitrophes
Lungro, Mormanno, Papasidero, San Donato di Ninea, Santa Domenica Talao, Santa Maria del Cedro, Saracena, Scalea, Verbicaro